# باربرا جان وونغ
باربرا جان وونغ (بالإنجليزية: Barbara Jean Wong)‏ هي ممثلة أمريكية، ولدت في 3 مارس 1924 بلوس أنجلوس في الولايات المتحدة، وتوفيت في 13 نوفمبر 1999 في الولايات المتحدة بسبب مرض.

## وصلات خارجية
- باربرا جان وونغ على موقع IMDb (الإنجليزية)
- باربرا جان وونغ على موقع قاعدة بيانات الفيلم (الإنجليزية)